# Подпесочный
Подпесо́чный — хутор в Алексеевском районе Волгоградской области России. Входит в Стеженское сельское поселение.
Хутор расположен в 12 км западнее станицы Алексеевской (по дороге — 15 км) и в 10 км западнее хутора Стеженский, на левом берегу реки Хопёр.
Дорога с асфальтовым покрытием. Хутор не газифицирован. Есть начальная школа.

## Население
| 2010 |
| ---- |
| 53   |

## История
По состоянию на 1918 год хутор входил в Акишевский юрт Хопёрского округа Области Войска Донского.